# Мюльбах, Луиза

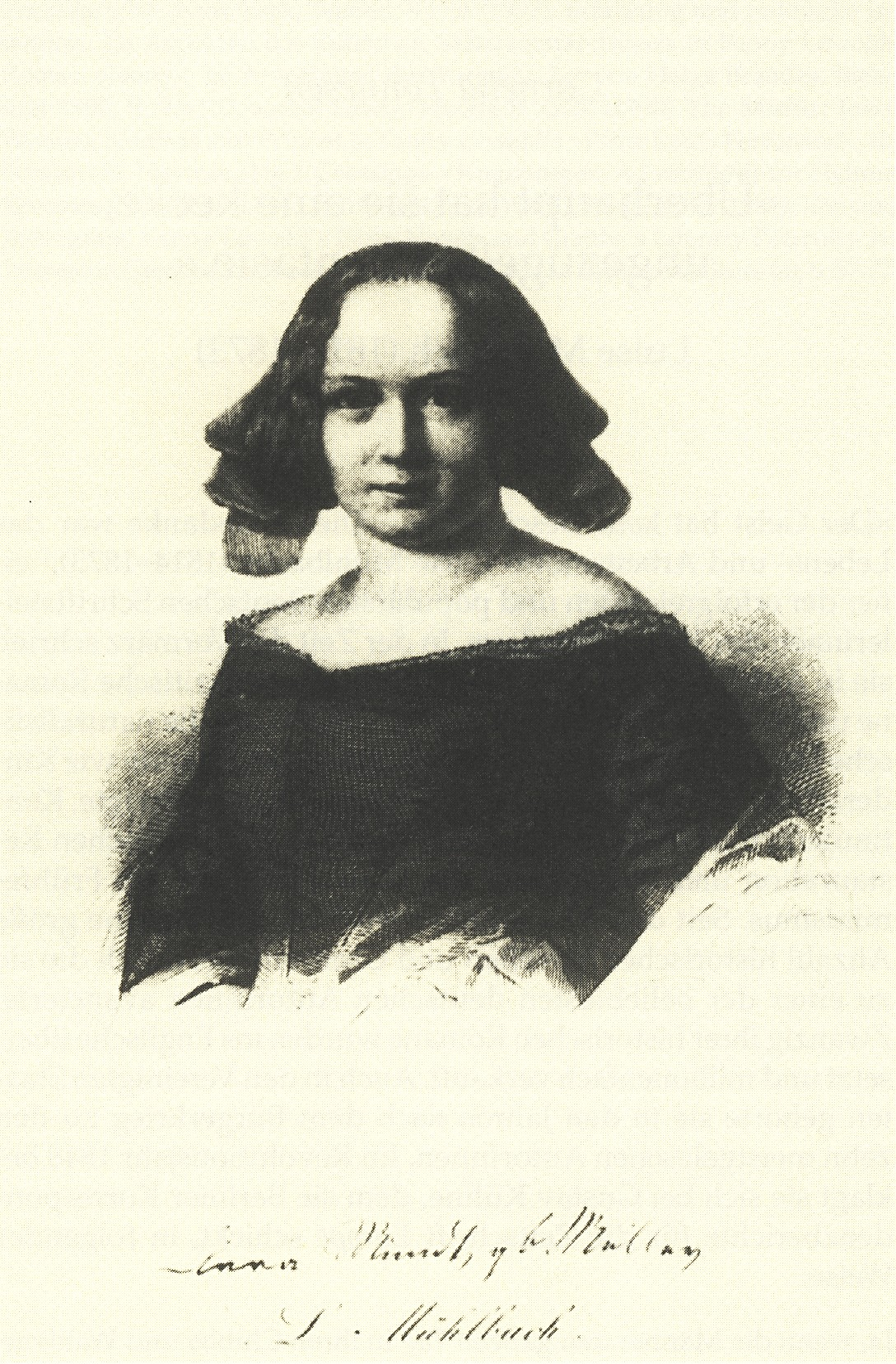
Мюльбах, Луиза

Мюльбах Луиза (нем. Luise Mühlbach, псевдоним Клары Мундт) — (1814-1873) немецкая романистка.
Девичья фамилия- Мюллер; Клара Мария Регина Мюллер, одна из 11  детей бургомистра города Нойбранденбурга Фридриха Мюллера (1784-1830) и его жены Фредерики,урожденной Штрюбинг (1790-1860), родилась в Нойбранденбурге 2 января 1814 года, 18 июня 1839 года вышла в Нойбранденбурге замуж за писателя Теодора Мундта (1808-1861).
Поселившись в Берлине, она сблизилась с представителями "Молодой Германии" и приобрела известность радикальными воззрениями на женскую эмансипацию. Мюльбах чрезвычайно плодовита (ею издано свыше 100 томов, немецкий раздел "Википедии" указывает 250) и главным образом известна историческими романами, обработанными частью по современным мемуарам: "Friedrich d. Gr. u. sein Hof"  (Фридрих Великий и его двор), "Joseph d. Zweite u. sein Hof" (Иосиф Второй и его двор), "Napoleon in Deutschland" (Наполеон в Германии), "Der grosse Kurfürst u. seine Zeit" (Великий Курфюрст и его время), "Kaiser Alexander u. sein Hof" (Император Александр и его двор), "Von Königgrätz bis Chislehurst" и др.
Кроме того, Мюльбах написала "Historische Charakterbilder"(Исторические характеры) (1856—1858), "Geschichtsbilder Novellen" (1865), "Federzeichnungen auf der Reise nach d. Schweiz" (Зарисовки во время путешествия в Швейцарию) (1865), "Reisebriefe aus Aegypten" (Путевые письма(заметки) из Египта) (1811??) и массу мелких романов и повестей, вышедших в Альтоне в 1860—1866 гг., под заглавием "Kleine Romane" ("Малые романы").
Романы Мюльбах невысоко стоят в литературном отношении, но изобилуют интересными эпизодами, что и обеспечило её произведениям широкий успех среди непритязательной публики. В настоящее время практически забыта на родине, однако, переиздается в англоязычных странах, где и раньше, в особенности, в США, её романы пользовались большой популярностью.
Известность писательницы среди современников была связана также и с тем, что она являлась хозяйкой прославленного берлинского салона, завсегдатаями которого, помимо литературной богемы, были представители высшей прусской знати, такие, как, например, прусский принц Георг, князь Заксен-Кобургский и др..
Умерла 26 сентября 1873 года в городе Берлине.